# Бельгийская языковая граница
Бельги́йская языкова́я грани́ца (фр. Frontière linguistique en Belgique, нидерл. Taalgrens) — историко-культурная, этноязыковая, а с конца XIX века также и территориально-административная граница между романоязычным югом (Валлония) и германоязычным севером (Фландрия) внутри Федеративного королевства Бельгия.

## История
Языковая граница в данном регионе Европы сложилась в VI—IX веках, когда германские поселенцы (франки) оттеснили романоязычное население бывшей римской Бельгии (галло-римляне) от Рейна. Тем не менее необычайно высокий престиж французского языка в Европе XVIII—XIX веков способствовал его возрождению в ряде нидерландоязычных регионов и даже привёл к постепенной галлизации Брюсселя, который превратился из преимущественно нидерландоязычного посёлка в крупный номинально двуязычный, а фактически преимущественно франкоязычный мегаполис, окружённый со всех сторон фламандской территорией.
До 22 мая 1878 года единственным официальным языком всей Бельгии был французский. В этот день четырём северным провинциям было разрешено также пользоваться нидерландским. 31 июля 1921 года языковая граница приобрела сегрегирующий моноязыковой характер: регионы к северу должны были пользоваться только нидерландским, а к югу — только французским языком. 17 округов Брюсселя были официально признаны двуязычными.
Тем не менее вплоть до 1947 года языковая граница могла «корректироваться» по результатам переписей населения, а крупные 30-процентные меньшинства получали определённые бельгийские языковые льготы. 8 ноября 1962 года подобные корректировки были запрещены, а 2 августа 1963 года была очерчена строгая граница Брюсселя.
Это поставило франкофонов периферии в затруднительное положение. Дело в том, что за последние полвека процесс субурбанизации Брюсселя привёл к тому, что франкофоны ныне преобладают во многих пригородах столицы, но не имеют права пользоваться французским языком в полном объёме (в льготных регионах) или же вообще там, где эти льготы не предусмотрены. Попытки «прорубить» так называемый Брюссельский коридор в сторону франкоязычной Валлонии пока не увенчалась успехом. Такая ситуация приводит к постоянным трениям между валлонцами и фламандцами.